# Tiefenrotbarsch
Der Tiefenrotbarsch (Sebastes mentella) ist ein dem als Speisefisch bekannten Rotbarsch (Sebastes norvegicus) sehr ähnlicher Meeresfisch.
Er kommt im Europäischen Nordmeer, rund um Island, an der Südküste Grönlands, in der südlichen Davisstraße, in der Labradorsee, rund um Neufundland und an der Küste Nova Scotia vor. Mit einem Vorkommen in der Norwegischen Rinne erreicht er auch die nördliche Nordsee.

## Merkmale
Der Tiefenrotbarsch wird maximal 58 Zentimeter lang, bleibt für gewöhnlich aber bei einer Länge von 40 Zentimeter. Er wird 65 bis 75 Jahre alt. Vom Rotbarsch unterscheidet er sich vor allem durch den kräftigen Knochenhaken an der Spitze (Symphyse) des Unterkiefers. Seine Farbe ist leuchtend ziegelrot. Seine Rückenflosse wird von 14 bis 16 Stacheln und 13 bis 17, meist 14 bis 15 Weichstrahlen gestützt. In der Afterflosse zählt man drei Flossenstacheln und 7 bis 11, meist 8 bis 9 Weichstrahlen. Die Brustflossen zählen 18 bis 20 Flossenstrahlen. In der Seitenlinienreihe (SL) stehen 32 bis 40 Schuppen, meist 43. Die Anzahl der Wirbel beträgt 30 bis 32. Der Präorbitalknochen (Knochen vor der Augenhöhle) ist mit ein bis zwei Stacheln besetzt. Der Unterrand der Augenhöhle ist stachellos. Alle fünf Stacheln des Vorkiemendeckels sind ungefähr gleich lang. Zusätzliche Stacheln fehlen. Der Kiemendeckel ist mit zwei Dornen besetzt.

## Lebensweise
Der Tiefenrotbarsch lebt als Schwarmfisch in einem Tiefenbereich von 300 bis 1441 m. Er bevorzugt eine größere Wassertiefe und eine niedrigere Temperatur (0–5 °C) als der Rotbarsch. Er ernährt sich von kleinen Fischen, Pfeilwürmern, Kopffüßern, Krill und Flohkrebsen. Wie alle Sebastes-Arten ist er ovovivipar. In der Barentssee findet die Paarung von August bis September statt, bei Island etwa Mitte Dezember. Die Larven werden von April bis Mai bzw. im Juni geboren.

## Nutzung
War die wirtschaftliche Bedeutung des Tiefenrotbarsches bisher gering und der Jahresfang meist unter 20.000 Tonnen, so nahm seine Fangquote seit dem Jahr 2000 drastisch zu, auf über 80.000 Tonnen. In den Jahren 2001 bis 2004 wurden pro Jahr fast 100.000 Tonnen gefangen. Seitdem sinkt der Jahresfang wieder und sank 2007 unter 60.000 Tonnen. Der Handel unterscheidet nicht zwischen Rotbarsch und Tiefenrotbarsch.